# Accidente de MIG-23 en Bélgica de 1989
El accidente de MiG-23 de Bélgica de 1989  se refiere al accidente de un MiG-23M "Flogger-B" soviético contra una casa en Kortrijk, Bélgica, el 4 de julio de 1989, matando a un hombre de 18 años.

## Sinopsis
El incidente comenzó como un vuelo rutinario de entrenamiento. El coronel Nikolai Skuridin, el piloto, partió de la base aérea soviética Bagicz cerca de Kołobrzeg, Polonia. Durante el despegue, el postquemador falló y el motor comenzó a perder potencia. A una altura de 150 metros y descendiendo, el piloto asumió que se enfrentaba a una pérdida total de motor y se eyectó sin incidencias. El motor no había fallado completamente, y el avión continuó en el aire, volando en piloto automático en dirección oeste. El avión salió del espacio aéreo polaco, cruzando el espacio aéreo de Alemania Oriental y luego Alemania Occidental, donde fue interceptado por un par de F-15s del 32 escuadrón táctico de combate de la U.S.A. F. de la Fuerzas Aéreas de Estados Unidos en Europa, con base en la base aérea de Soesterberg en Holanda. Cuando el MiG-23 entró en el espacio aéreo holandés los pilotos de F-15 notificaron que el avión no tenía piloto a bordo diciendo por radio "Definitivamente no hay ningún piloto en el avión" y continuaron la escolta hasta espacio aéreo belga. Los F-15s de escolta recibieron instrucciones de derribar el avión sobre el Mar del Norte. Cuando el MiG se quedó sin combustible, inició un lento viraje hacia el sur. La Fuerza Aérea Francesa puso a cazas Mirage armados, en alerta en caso de que el MiG se aproximase a territorio francés. Tras volar más de 900 km (486 nmi) el MiG se estrelló contra una casa, matando a un joven belga.

## Respuesta política
El gobierno belga presentó una queja formal a la Unión Soviética haciendo hincapié en la falta de información así como el peligro que el avión supone para la población civil. El ministro de Exteriores belga Mark Eyskens expresó su malestar porque "desde el momento en que el MiG-23 fue visto por primera vez en los radares de la OTAN hasta el momento en que se estrella una hora más tarde, no se recibió ninguna advertencia desde el lado soviético," y qué "también hubo un 'notable retraso’ por parte de los soviéticos en desvelar si el reactor portaba algún arma nuclear o tóxica."
La URSS pagó 685.000 dólares a modo de compensación a Bélgica. El coronel Nikolai Skuridin expresó sus condolencias a la familia de la víctima.